# Shetucket River
Der Shetucket River ist ein Zufluss des Thames River im US-Bundesstaat Connecticut. Er entsteht aus dem Zusammenfluss von Willimantic und Natchaug River und verläuft auf einer Länge von 20,4 mi (33 km) nach Südosten bevor er bei Norwich in den Thames River mündet.

## Geographie
Der Fluss entsteht im Gebiet Crotch of the River am südöstlichen Rand von Willimantic, wo der Natchaug River nach einer großen Windung in den Willimantic River mündet. Von dort erstreckt er sich nach Südosten und biegt an der Grenze des New London County weiter in östliche Richtung um einen Durchlass durch den Gebirgszug des Pleasure Hill zu finden. Dort sind die Susquehanna Plains (⊙) entstanden. Der Fluss ist dort auch zur Energiegewinnung aufgestaut. Dann wendet er sich wieder stärker nach Süden und wird zum Occum Reservoir aufgestaut, worauf der Little River von links und Norden einmündet. Der folgende Flussabschnitt gehört schon zum Gemeindegebiet von Norwich. Etwa 4 mi (6 km) nordöstlich der Stadt mündet der größere Quinebaug River von Links und Osten ein und erweitert den Fluss zu einem Ästuar, welches sich weitere 5 mi (8 km) nach Süden zieht, bevor es mit dem Yantic River zusammenfließt und das Thames Estuary südlich von Norwich bildet.
| Carries                           | Location         |
| --------------------------------- | ---------------- |
| Route 2                           | Norwich          |
| Providence and Worcester Railroad | Norwich          |
| Route 12/Route 2                  | Norwich          |
| Route 2                           | Norwich          |
| 8th Street                        | Norwich          |
| Providence and Worcester Railroad | Norwich/ Lisbon  |
| Route 12                          | Norwich/ Lisbon  |
| Route 169                         | Norwich/ Lisbon  |
| Connecticut Turnpike              | Norwich/ Lisbon  |
| Bridge Street/Main Street         | Norwich/ Sprague |
| Route 97                          | Sprague          |
| Route 203                         | Windham          |
| Providence and Worcester Railroad | Windham          |
| Plains Road                       | Windham          |

## Naturschutz
Der Fluss verläuft durch ein besonders naturbelassenes Gebiet des südlichen Neuenglands. Die Industriegebiete der Umgebung haben ihn kaum beeinflusst, daher wurden Teile des Flusstals von der Bundesregierung als Quinebaug and Shetucket Rivers Valley National Heritage Corridor unter Schutz gestellt. Der National Park Service beschreibt das Tal als “last green valley” das „letzte grüne Tal“ in der Megalopolis zwischen Boston und Washington. Auf Nachtaufnahmen durch Satelliten erscheint das Tal im Gegensatz zu den umgebenden Gebieten als dunkler Streifen.

## Freizeitmöglichkeiten
Der ganze Fluss sowie der untere Teil des Natchaug River, eines seiner Ursprünge, sind beliebte Bootsrouten. Es gibt an mehreren Stellen Einstiegsstellen:
- Lauter Park (Route 195 – Willimantic am Natchaug River, 1 mi oberhalb des Shetucket River)
- Recreation Park (Plains Road – Windham)
- Baltic Riverside Park (Route 97 – Sprague)
- Occum Dam canoe portage (Sprague)
- Lisbon Canoe Launch (Route 169 – Lisbon)
- Greenville Dam canoe portage (Norwich)
- Howard Brown Park (Norwich)

An den Stauwerken (Scotland Dam, Occum Dam, Taftville Dam und Greenville Dam) gibt es markierte, kurze Portagen.